# Acamptocladius reissi
Acamptocladius reissi är en tvåvingeart som beskrevs av Cranston et Saether 1981. Acamptocladius reissi ingår i släktet Acamptocladius och familjen fjädermyggor. Arten har ej påträffats i Sverige. Inga underarter finns listade i Catalogue of Life.